# Alain Badiou
Alain Badiou (Rabat, 17. siječnja 1937.) bio je francuski matematičar, filozof i političar.

## Životopis
Rođen je 1937. godine u Rabatu u Maroku. Studirao je filozofiju. Bio je sljedbenikom znanstvenog marksizma Louisa Althussera. Aktivno je sudjelovao u pariškim događajima 1968. godine. Bio je predavač na Sveučilištu Vincennes-Saint Denis.

## Djela
- „Teorija subjekta” (1982.)
- „Bitak i događaj” (1988.)
- „Etika” (1993.)
- „Sveti Pavao. Utemeljitelj univerzalizma” (1997.)

### Članci
- Topić, Franjo. 2008. Sveti Pavao u očima ljevičara. Vrhbosnensia. Univerzitet u Sarajevu – Katolički bogoslovni fakultet. Sarajevo. 12 (2): 415–422